# Episodi di Black-ish (ottava stagione)
L'ottava ed ultima stagione della serie televisiva Black-ish è stata trasmessa dall'emittente televisiva statunitense ABC dal 4 gennaio al 19 aprile 2022.
In Italia la stagione è stata distribuita interamente il 29 giugno 2022 sulla piattaforma Disney+. Viene trasmessa in chiaro dal 21 ottobre 2023 su Italia 1.
| n° | Titolo originale                     | Titolo italiano                     | Prima TV USA     | Prima TV Italia |
| -- | ------------------------------------ | ----------------------------------- | ---------------- | --------------- |
| 1  | That's What Friends Are For          | A questo servono gli amici          | 4 gennaio 2022   | 29 giugno 2022  |
| 2  | The Natural                          | Naturale                            | 11 gennaio 2022  | 29 giugno 2022  |
| 3  | Bow-Mo                               | Bow-Mo                              | 18 gennaio 2022  | 29 giugno 2022  |
| 4  | Hoop Dreams                          | Sogni a canestro                    | 25 gennaio 2022  | 29 giugno 2022  |
| 5  | Ashy to Classy                       | Da pallido a raffinato              | 1º febbraio 2022 | 29 giugno 2022  |
| 6  | Mom Mentor                           | Mamma mentore                       | 8 febbraio 2022  | 29 giugno 2022  |
| 7  | Sneakers by the Dozen                | Sneakers a dozzine                  | 15 febbraio 2022 | 29 giugno 2022  |
| 8  | My Work-Friend's Wedding             | Il matrimonio del mio amico collega | 22 febbraio 2022 | 29 giugno 2022  |
| 9  | And the Winner Is...                 | E il vincitore è...                 | 22 marzo 2022    | 29 giugno 2022  |
| 10 | Young, Gifted and Black              | Giovane, Intelligente e Nero        | 29 marzo 2022    | 29 giugno 2022  |
| 11 | The (Almost) Last Dance              | L'ultimo ballo                      | 5 aprile 2022    | 29 giugno 2022  |
| 12 | If a Black Man Cries in the Woods... | Il viaggio dei maschi               | 12 aprile 2022   | 29 giugno 2022  |
| 13 | Homegoing                            | L'estremo saluto                    | 19 aprile 2022   | 29 giugno 2022  |